# Cerámica prehistórica

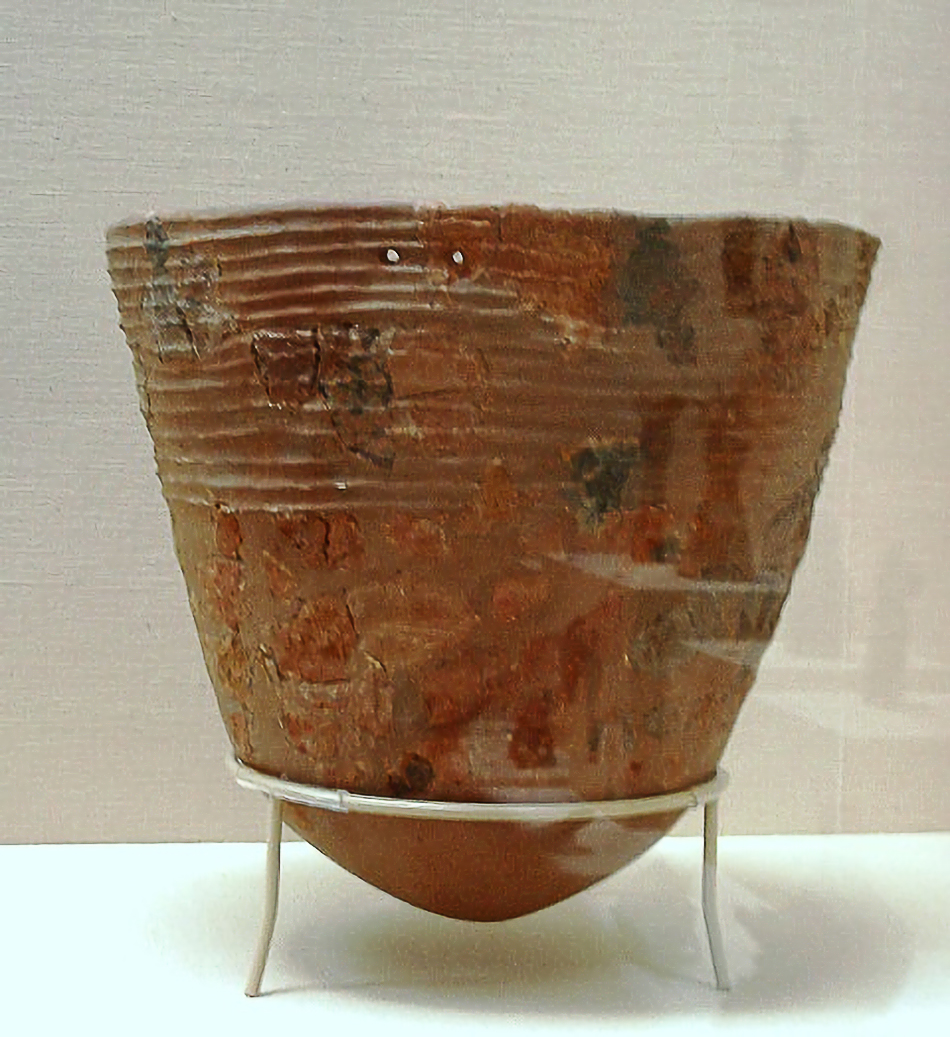
Vasija del período Jōmon (Japón) considerada de las más antiguas del mundo.

El cuadro general de estudio descriptivo de la cerámica prehistórica descrito en este artículo abarca la obra en barro con espíritu utilitario y creativo realizada en nuestro planeta y trasada entre 10000 a. C. y 3300 a. C. Asimismo se ha escogido un planteamiento expositivo por continentes en función de los yacimientos arqueológicos estudiados hasta el inicio del siglo XXI.
Científicamente, el trabajo del barro ha servido a los arqueólogos para datar los yacimientos y dar nombre a muchas culturas prehistóricas.
| Prehistoria          |                      |                   |                   |                      |                      |                             |                             |                             |                             |                |                |                |                     |                     |                     |                     |                     |                     |
| Edad de Piedra       | Edad de Piedra       | Edad de Piedra    | Edad de Piedra    | Edad de Piedra       | Edad de Piedra       | Edad de Piedra              | Edad de Piedra              | Edad de Piedra              | Edad de Piedra              | Edad de Piedra | Edad de Piedra | Edad de Piedra | Edad de los Metales | Edad de los Metales | Edad de los Metales | Edad de los Metales | Edad de los Metales | Edad de los Metales |
| Paleolítico          | Paleolítico          | Paleolítico       | Paleolítico       | Paleolítico          | Paleolítico          | Mesolítico Epipa- leolítico | Mesolítico Epipa- leolítico | Mesolítico Epipa- leolítico | Mesolítico Epipa- leolítico | Neolítico      | Neolítico      | Neolítico      | Edad del Cobre      | Edad del Cobre      | Edad del Bronce     | Edad del Bronce     | Edad del Hierro     | Edad del Hierro     |
| Paleolítico inferior | Paleolítico inferior | Paleolítico medio | Paleolítico medio | Paleolítico superior | Paleolítico superior | Mesolítico Epipa- leolítico | Mesolítico Epipa- leolítico | Mesolítico Epipa- leolítico | Mesolítico Epipa- leolítico | Neolítico      | Neolítico      | Neolítico      | Edad del Cobre      | Edad del Cobre      | Edad del Bronce     | Edad del Bronce     | Edad del Hierro     | Edad del Hierro     |

## Orígenes y generalidades
Los primeros objetos de barro modelado se remontan al período  Gravetiense (Paleolítico Superior) y se trata de pequeñas representaciones de divinidades maternales y de culto a la fertilidad como la llamada Venus de Dolní Věstonice datada entre 29000-25000 a. C.
En la cuenca del río Amur en la frontera ruso-china se han hallado rastros de cerámica que datan del 14000-13000 a. C.
Estas y otras premisas permiten concluir que la "arcilla modelada" es una de las técnicas que caracterizan las culturas neolíticas, considerándose además un dato para la ordenación cronológica. Las pequeñas figuras de arcilla cocida ya se encontraban en el Paleolítico Superior, aunque es en el Neolítico cuando aparece el espacio interior o vacío que dio origen a las primeras vasijas, usadas doblemente para cocinar sobre fuegos y para almacenar alimentos.
Conviene cotejar también el dato de que, en el Próximo Oriente, se ha encontrado cerámica dos mil años anterior a la aparición del cultivo de los cereales, por lo que esta asociación del nacimiento de la alfarería con la práctica agrícola y culinaria se encuentra aun en entredicho.

## África
En el continente africano existen evidencias de obra en barro con una antigüedad de más de 8000 años a. C. Así, por ejemplo, en el yacimiento de Hasi Uenzga, en el Rif oriental (Marruecos), donde se han encontrado materiales datados en el siglo IX a. C., o los encontrados en las excavaciones en Iwo Eleru, en el estado de Ondo (Nigeria), de similar antigüedad.
Descubrimientos arqueológicos en el Alto Egipto, de la fase Naqada I, permiten suponer que desde el 4500 al 3500 a. C. se practicaba la agricultura. También se enterraban los muertos en tumbas, donde era frecuente el uso de ajuares funerarios entre los que era normal encontrar vasijas de terracota roja con motivos pintados en blanco; las decoraciones que predominaban eran las de tipo geométrico: triángulos, semicírculos y espigas.

### Culturas y focos africanos
- Cultura capsiense (10000-6000 a. C.)
- Cerámica subsahariana (8000 a. C.)

#### Galería de cerámica prehistórica africana

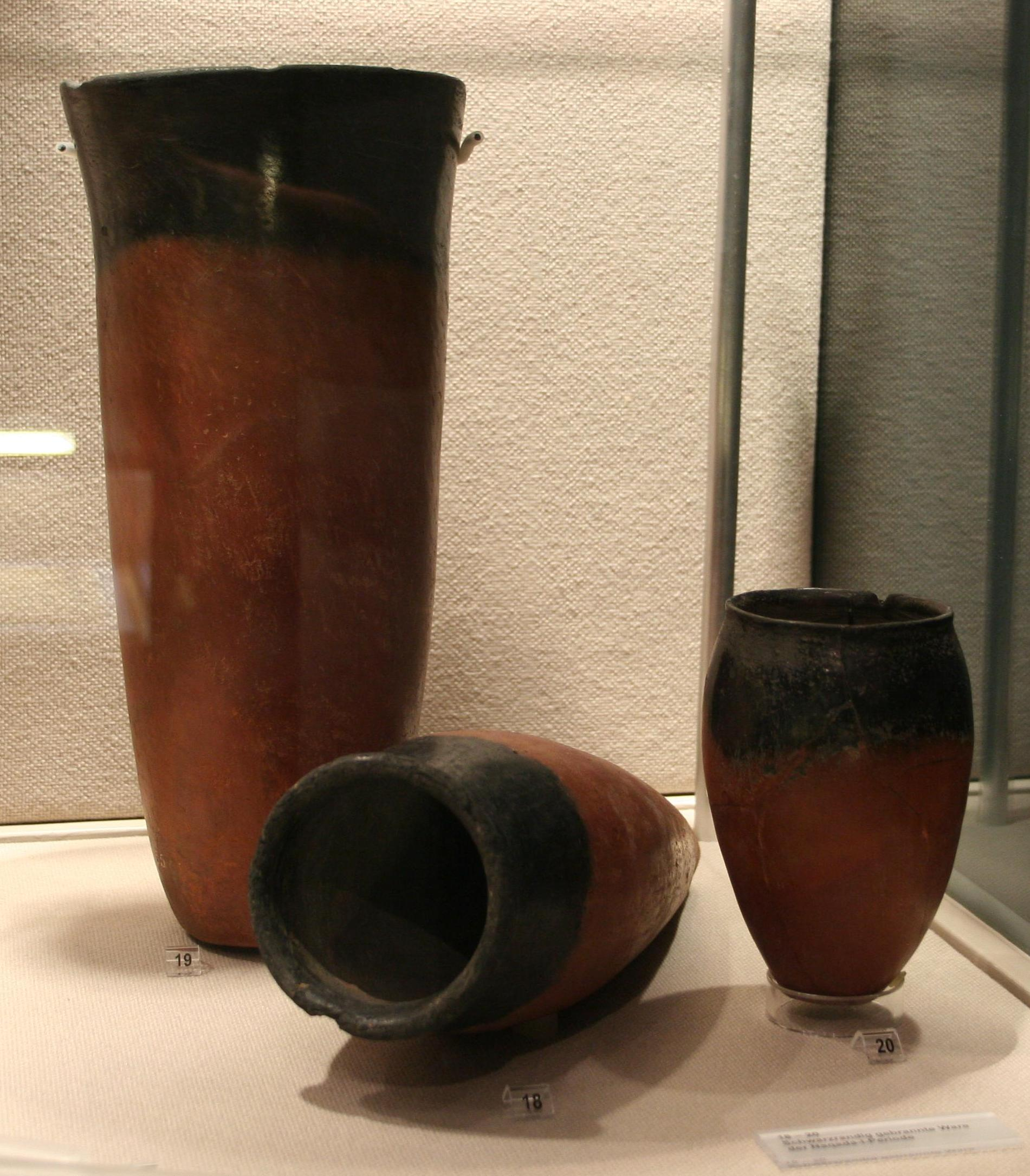
Vasijas egipcias del periodo Naqada-I (4000 a. C.). Museo de Leipzig.
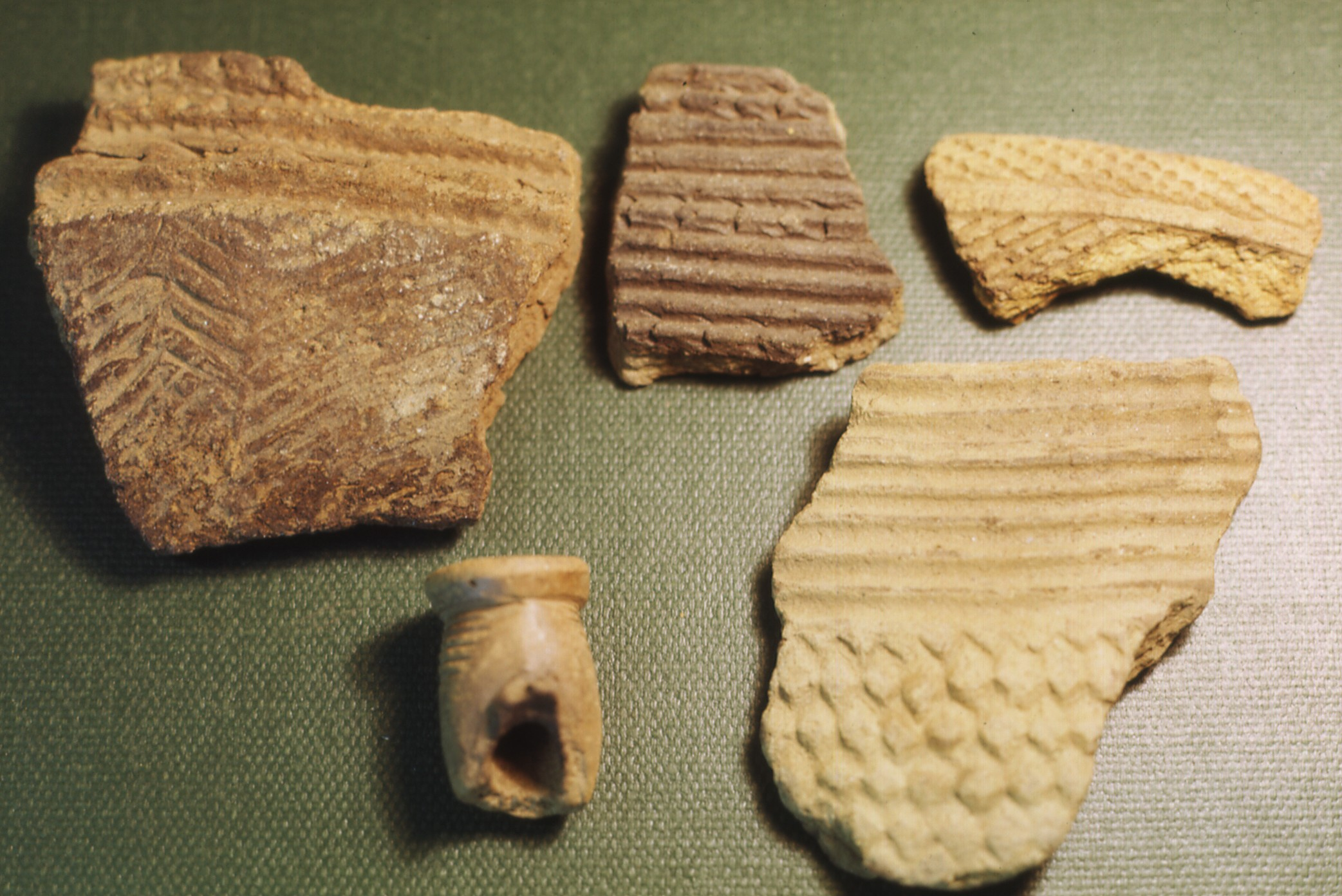
Restos de cerámica prehistórica de Sierra Leona. La pieza en la parte inferior izquierda es parte de una tubería de cerámica.
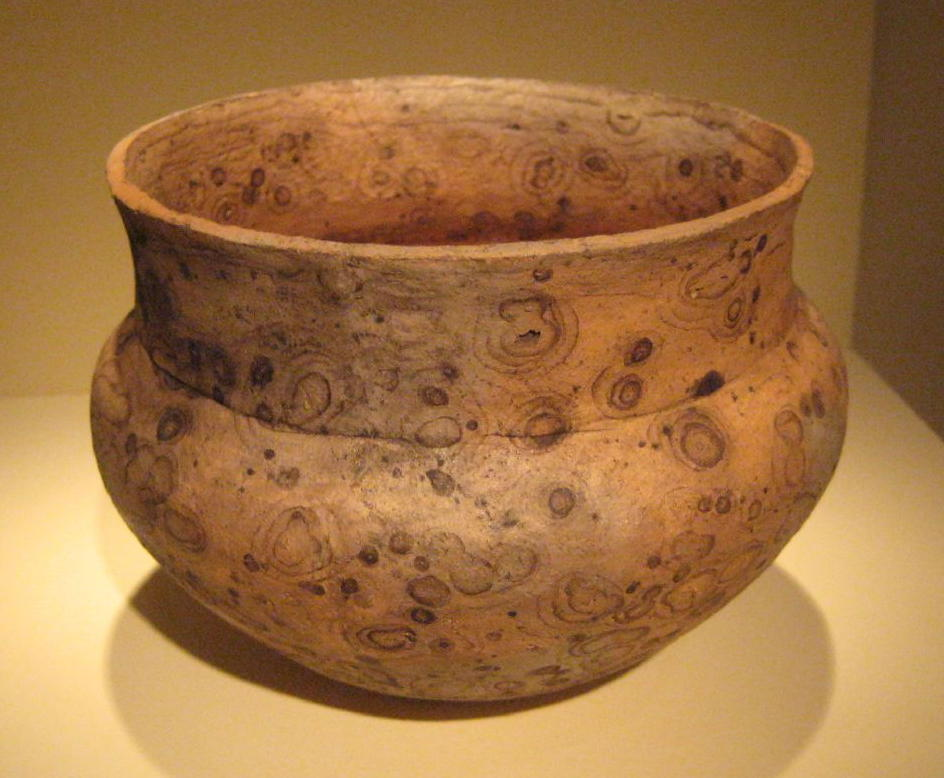
Vasija del tipo campaniforme hecha en el Congo y expuesta en el Museo Nacional de Arte Africano de Washington D. C.

## Asia
Existen restos de alfarería encontrados en el sur de China, datados por carbono-14 a finales de 1990 y situados entre el 9000 y el 14000 a. C. En nuevas excavaciones realizadas en la provincia de Jiangxi, los hallazgos se remontan hasta el 20000 a. C.
Una vasija del período Jōmon —prehistoria del Japón (10000 a. C./8000 a. C.—, expuesta en el Museo Nacional de Tokio, está considerada como una de las más antiguas.

### Culturas y focos asiáticos
- Periodo Jōmon (14500-300 a. C.)
- Cultura de la cerámica negra pulida norteña (800-200 a. C.)
- Cultura de la cerámica negra y roja (1200-900 a. C.)

#### Galería de cerámica prehistórica asiática

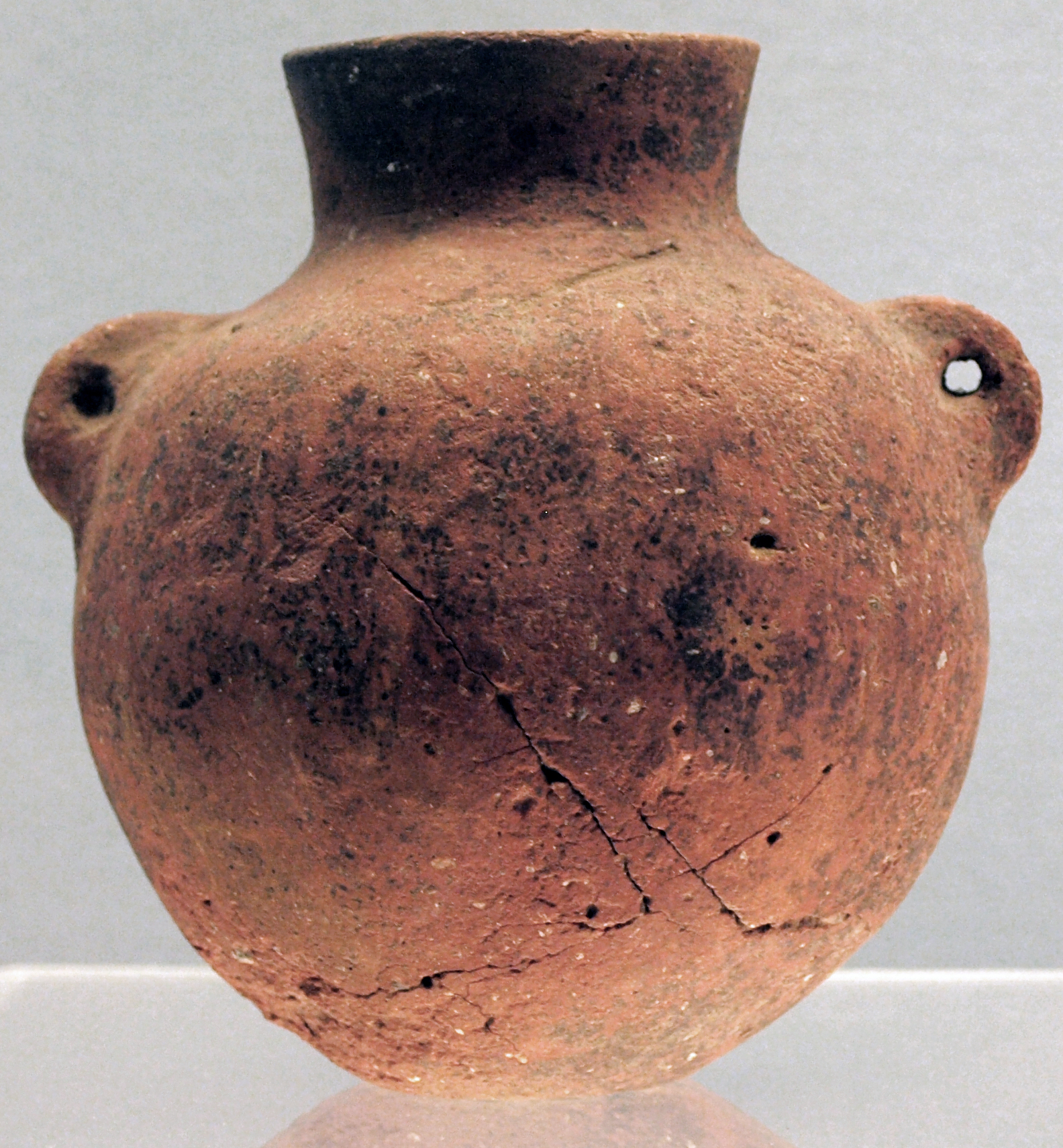
Cultura de Peiligang (6000-5200 a. C.), Museo de Shanghái.
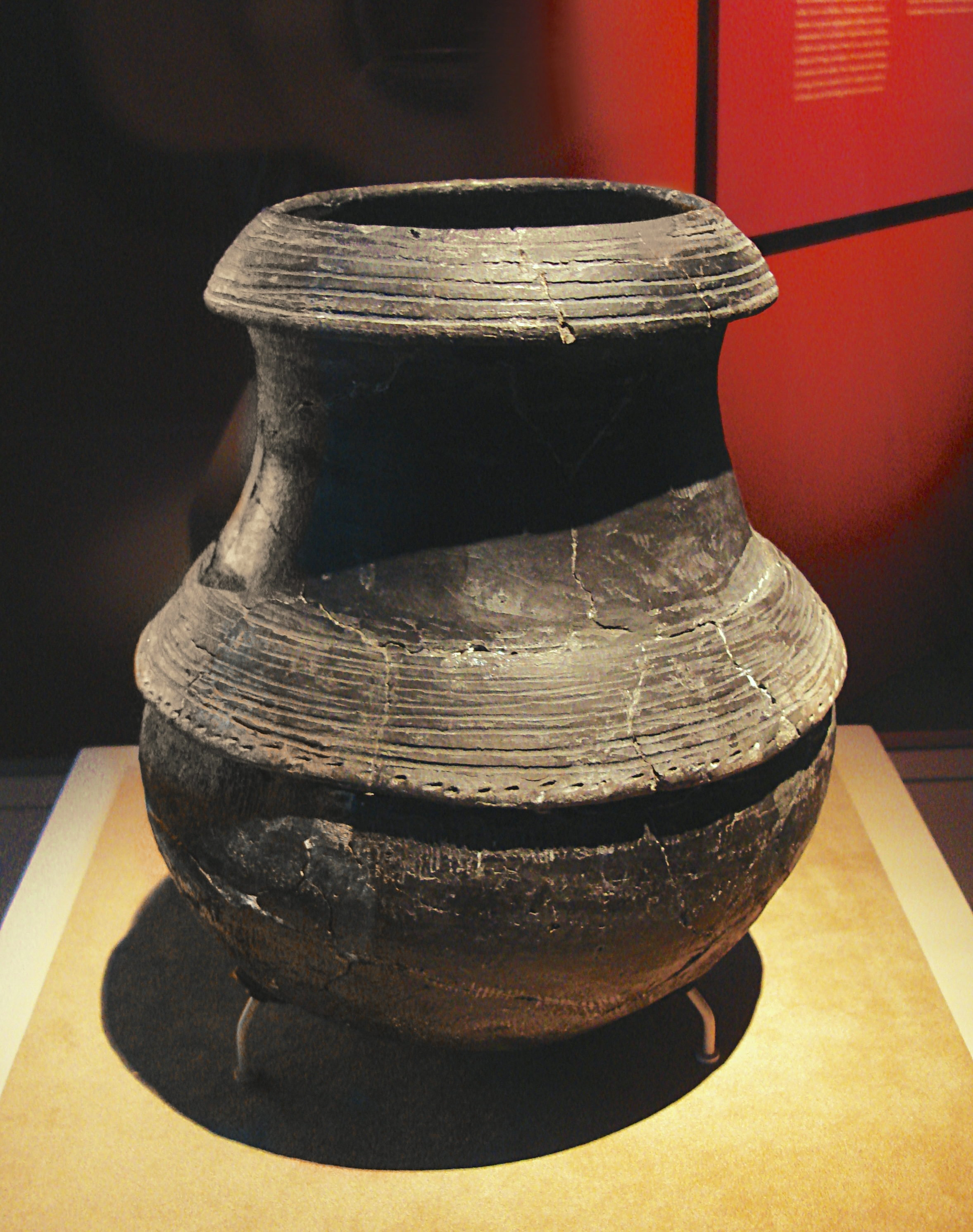
Alfarería negra de la cultura Hemudu (5000-3000 a. C.), procedente de Yuyao, provincia de Zhejiang (China).
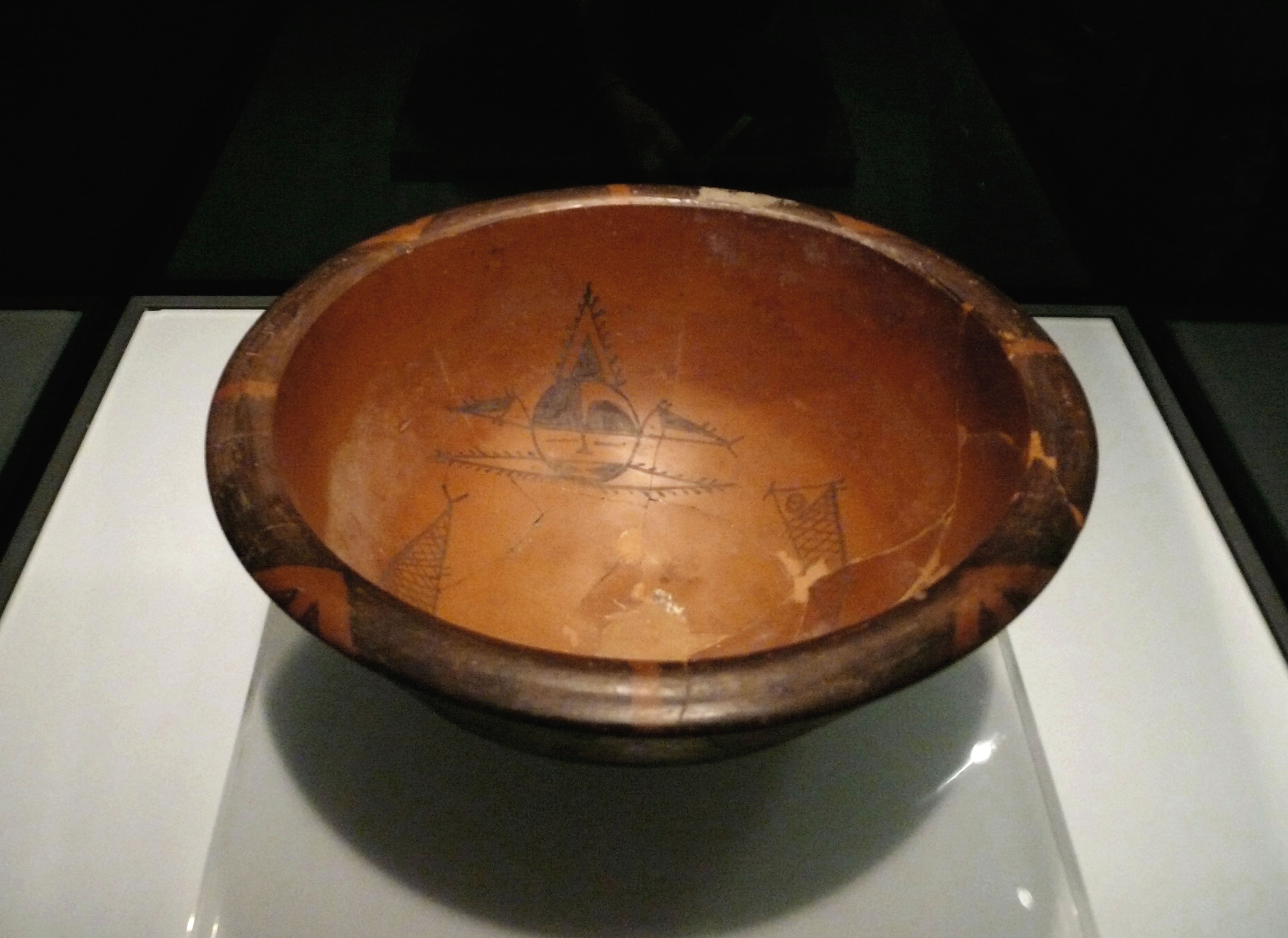
Cuenco de la cultura Yangshao, del tipo Banpo (4800-4300 a. C.), procedente de Shaanxi. Museo de Pekín.
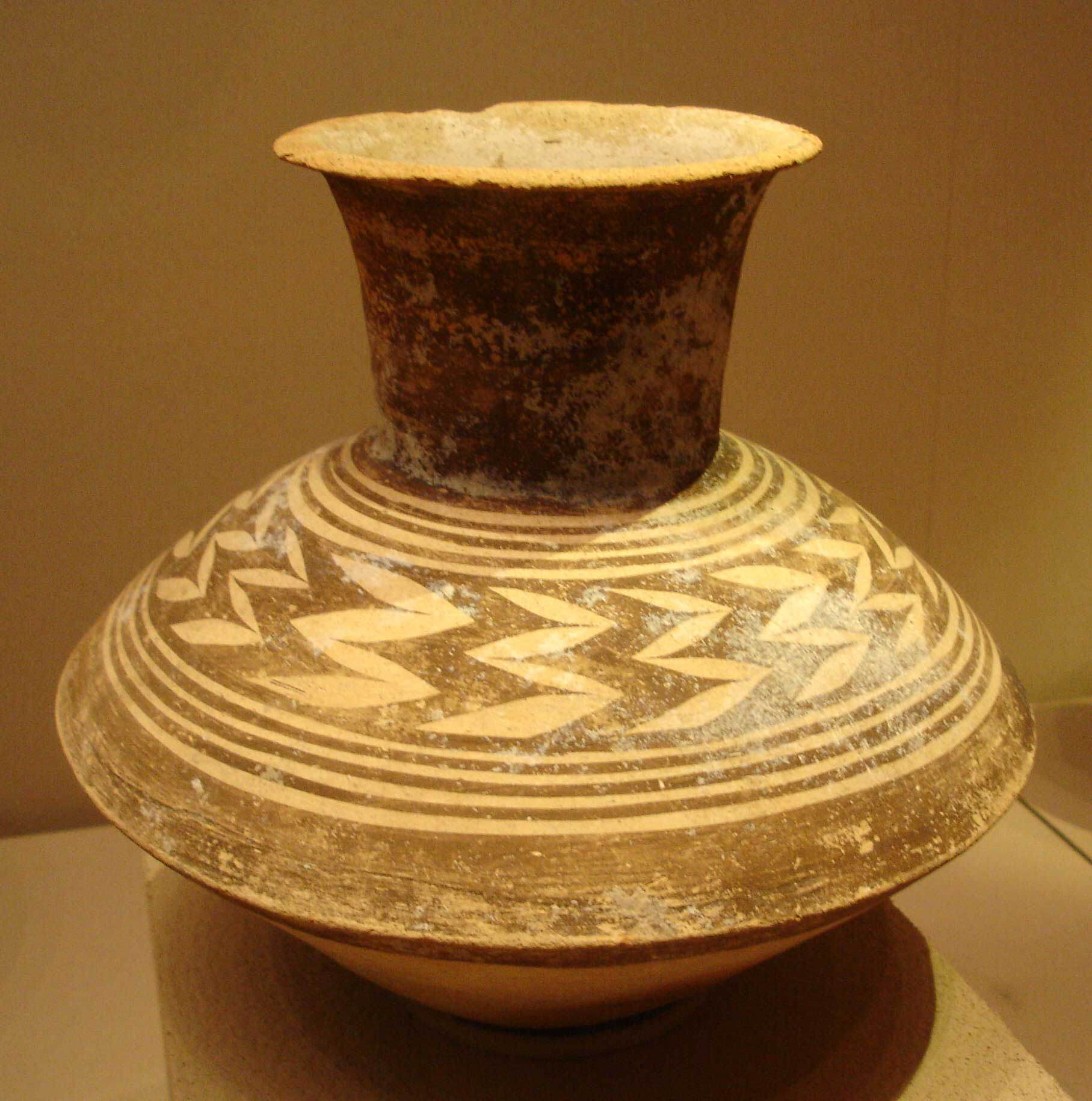
Vasija iraquí del período tardío de Ubaid (4500-4000 a. C.).

## Europa Central y Oriental
Se han registrado y estudiado numerosos focos. La cultura balcánico-danubiana Hamangia, desde 6000 a. C.; y avanzando en el neolítico medio (3500 a. C. y el 2500 a. C.), la cultura Dímini, en Grecia, que dejó una cerámica con gran variedad de formas y ornamentación policroma (sobre todo de espirales y grecas). A principios del neolítico final sobresale la alfarería negra bruñida de influencia anatólica. Del llamado neolítico danubiano centro-europeo emerge la cultura de la cerámica de «bandas», con formas extremadamente sencillas de vasos sin asas y de cuello ancho.
Al final del periodo neolítico europeo, la alfarería doméstica es una constante arqueológica en casi todos los yacimientos y culturas: Gumelnitsa y Salcutsa en Rumanía, Boian, en Bulgaria, Tripilia y Cucuteni en Rumanía, Moldavia y Ucrania, e incluso Hacilar, al oeste de Turquía.

### Culturas y focos europeos I
- Cultura de Hamangia (6000 a. C.)
- Cultura de la cerámica de bandas (5500-4500 a. C.)
- Cultura de Cucuteni (4500 a. C.-3000 a. C.)
- Cultura de Boian (4300-3500 a. C.)
- Cultura de Gulmenita (3500-2000 a. C.)
- Cultura de los vasos de embudo (4200-2800 a. C.)
- Cultura de la cerámica cordada (3000 a. C.)
- Cultura del vaso campaniforme (2000 a. C.)

#### Galería de cerámica prehistórica europea I

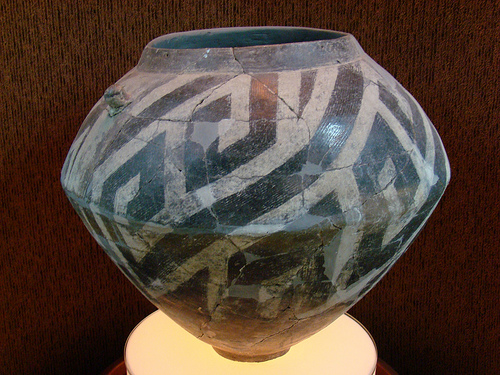
Vaso neolítico del sexto milenio aC. Museo Stara Zagora, Bulgaria.
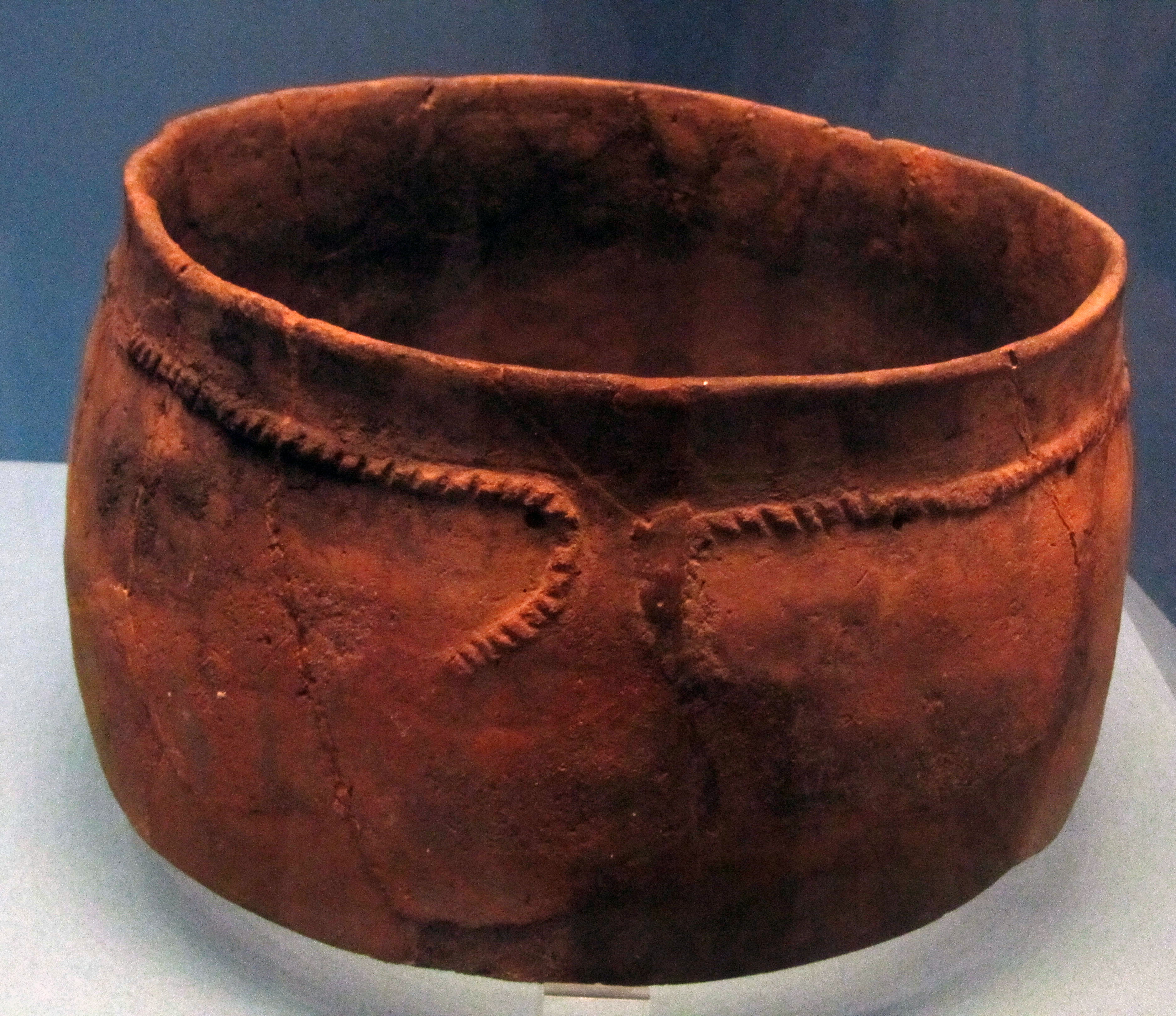
Cerámica de Taphar (siglos XIII-VIII a. C.) Museo del Ermitage, Rusia.

## Europa Occidental
En Europa mediterránea las piezas más antiguas son, probablemente, las encontradas en el yacimiento de Camprafaud (Lenguadoc) y Verdelpino (Cuenca), piezas datadas en el VI milenio a. C.; no presentan ningún tipo de decoración. También hay piezas del III milenio a. C. encontradas en Cataluña, Provenza, Córcega y Dalmacia, cuya decoración se basa en la impresión con conchas marinas, también conocida como cerámica cardial.
Otras dos culturas importantes son la Cerámica Campaniforme, o de vaso campaniforme, en el Calcolítico, y la Cerámica Argárica de la Edad del Bronce.
Ya en la civilización micénica, la mayor parte de las vasijas están realizadas en el periodo inicial de la Edad del Bronce, están hechas a mano, sin la ayuda de torno.

### Península ibérica
Según las últimas dataciones, las cerámicas más primitivas de este ámbito geográfico fueron de tipo cardial.
Hacia el 2000 a. C., migraciones orientales se esparcieron por la península ibérica de las costas del sur hacia el interior, desarrollándose la cultura almeriense, origen a la cultura del vaso campaniforme que más tarde se extendería hacia Francia y Alemania. Poco después, hacia el 1700 a. C., apareció la cultura de El Argar, también al sur de la península ibérica, donde se han encontrado sepulturas realizadas en tinajas ubicadas en el propio subsuelo de las viviendas, con gran cantidad de objetos, entre ellos, gran cantidad de cerámica.
Entre el 1300 y el 750 a. C. se sitúa la llamada cultura de los campos de urnas. El rito de la incineración se introduce en la península a través de los Pirineos en dirección hacia el noreste, en los valles leridanos de los ríos Segre y Cinca; los objetos guardan una gran similitud con los del bajo Aragón y el valle del Ebro. Las cerámicas representativas están «acanaladas» con franjas de surcos estriados.
Una de las necrópolis más estudiadas es la de "La Punta del Pi" en el Puerto de la Selva que contiene unos setenta enterramientos; en la necrópolis de Espolla se han encontrado más de doscientas urnas. La incineración se extendió por el resto de la península, como se puede ver en las necrópolis de la Peña Negra de Crevillente, o en la Meseta Central los hallazgos de Las Cogotas (Cardeñosa, Ávila) y de La Osera (Chamartín, Ávila), con más de dos mil enterramientos, y muchas de cuyas vasijas presentan incrustaciones de arcilla blanca que forman decoraciones. En Andalucía Occidental las urnas presentan una decoración punteada mientras que en la parte oriental son lisas y bruñidas. En todos estos focos y culturas es preceptiva la cerámica negra.

### Culturas y focos europeos II
- Cerámica cardial (6000-5000 a. C.)
- Cultura del vaso campaniforme (2900-2000 a. C.)
- Cultura argárica (2000 a. C.)
- Cultura de los Campos de Urnas (1250-750 a. C.)

#### Galería arqueológica de la Europa mediterránea

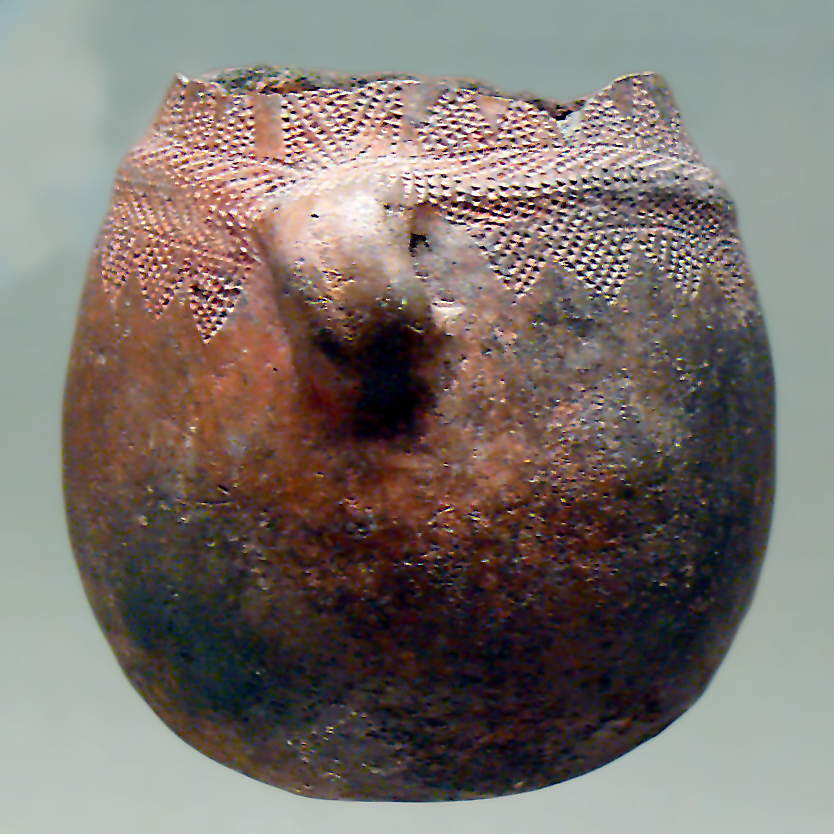
Vasija de cerámica cardial. Yacimiento neolítico de La Sarsa en Bocairente (Comunidad Valenciana, España).
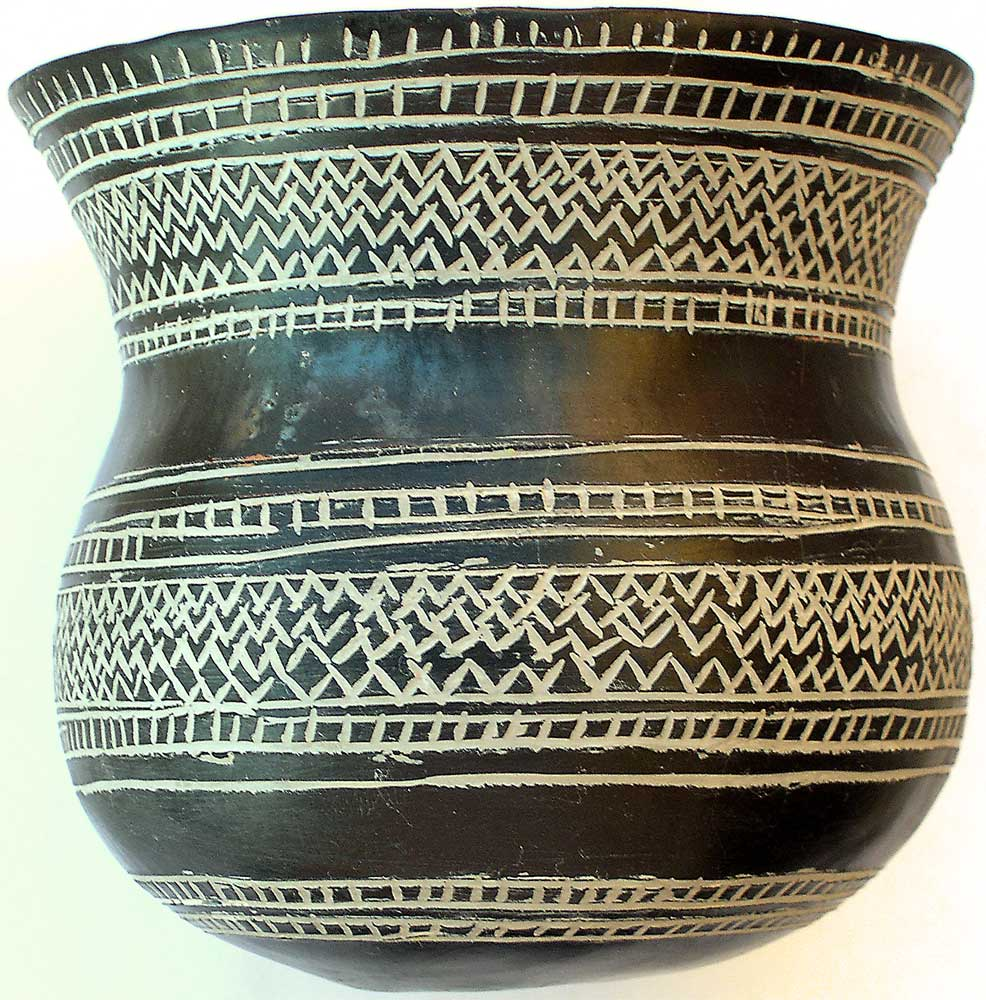
Vaso de la cultura campaniforme de Ciempozuelos (Comunidad de Madrid, España).
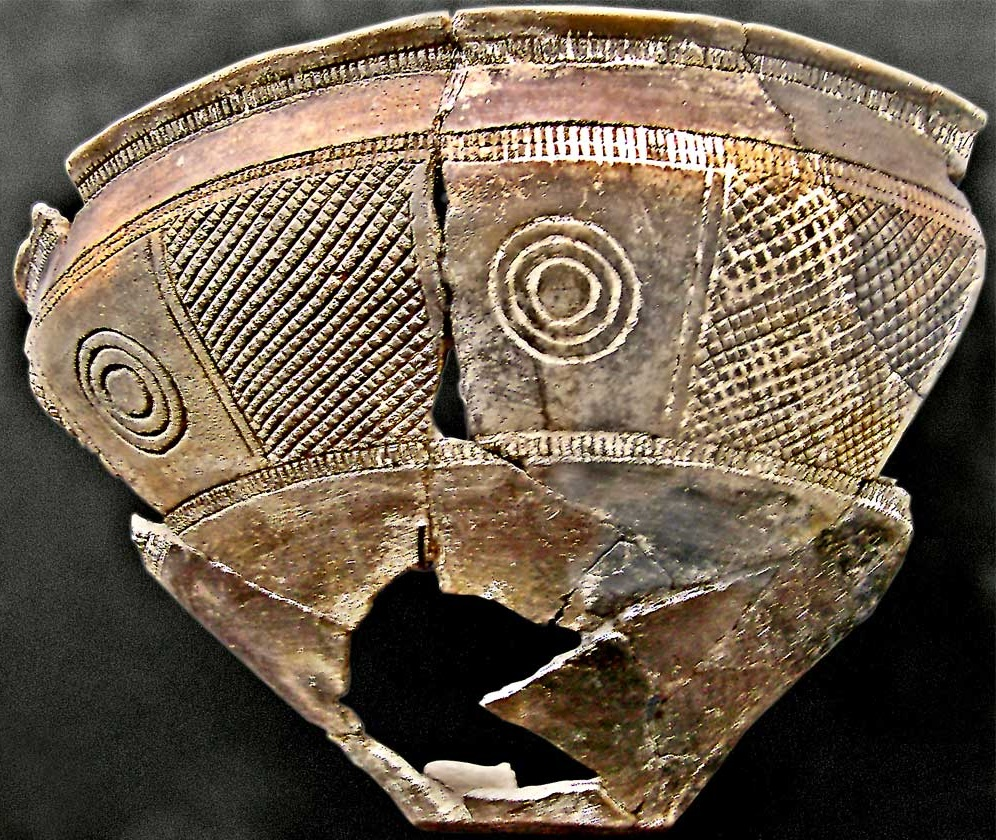
Cerámica de 'boquique', vasija procedente de San Román de Hornija, provincia de Valladolid (Bronce final, Cultura de Cogotas-I, 1100-800 a. C.). Se conserva en el Museo Arqueológico de Valladolid.
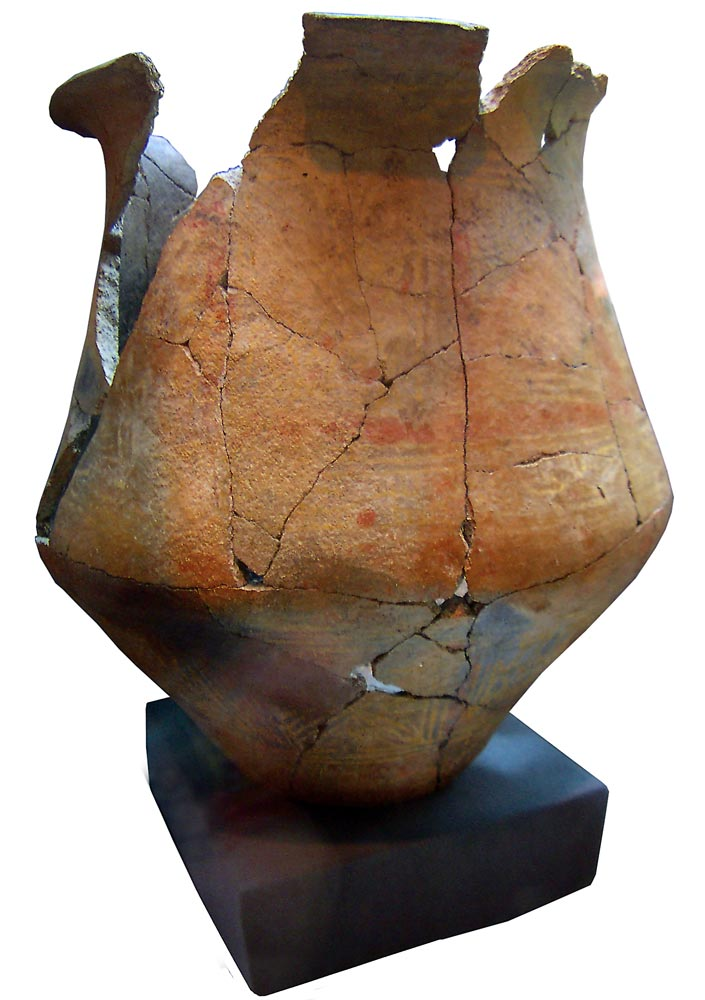
Cerámica pintada de la Edad del Hierro (Medina del Campo, Valladolid, España).

## América
San Jacinto, Colombia, lugar donde hace 8000 años un grupo de cazadores y recolectores produjo la primera cerámica de la que se tiene registro en América, En Ecuador hacia el 3200 a. C. Estudios hechos por arqueólogos norteamericanos y ecuatorianos han tratado de demostrar las semejanzas de esta cerámica con la de la cultura japonesa de período Jōmon. En ambos países, las formas y técnicas tenían relación con sus economías, preferentemente marítimas. En Colombia se han hallado cerámicas datadas en el año 2925 a. C., utensilios muy toscos y cuencos semiesféricos, también en cancana. Ollas de color rojizo y negro aparecen en Perú ya en el período un poco más tardío, hacia el 1800 a. C. En Norteamérica, una de las cerámicas que pueden apellidarse prehistóricas es la llamada «del bosque», datada hacia el 2000 a. C. al este de los Estados Unidos, una cerámica con impresiones a base de cuerdas o tejidos, técnica que se realizaba palmeando la superficie de los utensilios con paletas de madera donde se habían enrollado, previamente, cuerdas o tejidos.

### Culturas y focos americanos
- Periodo Preclásico mesoamericano (2500 a. C.-200 d. C.)
- Cerámica Usulután (800 a. C.)

#### Galería de cerámica prehistórica americana

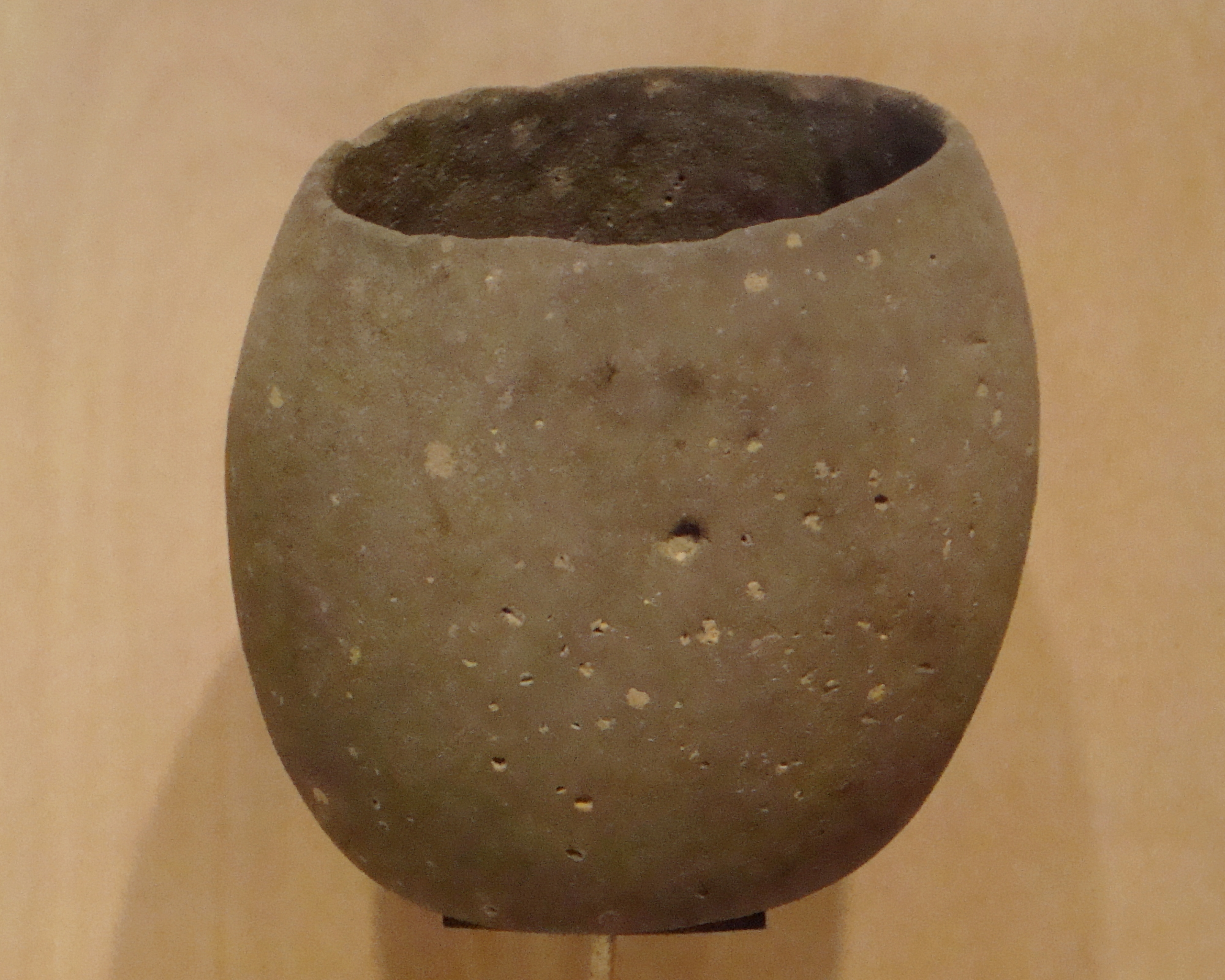
Vasija protoneolítica de México(7000/5000 — 2500 a. C). Museo Nacional de Antropología de México.
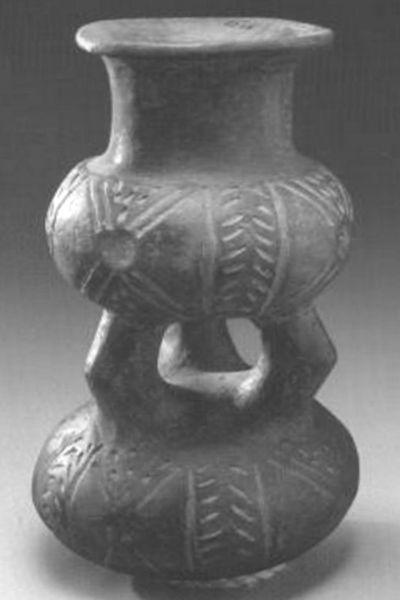
Vasija de la cultura Capacha, procede de Acatitán, Colima.